# 让·马克西米利安·拉马克

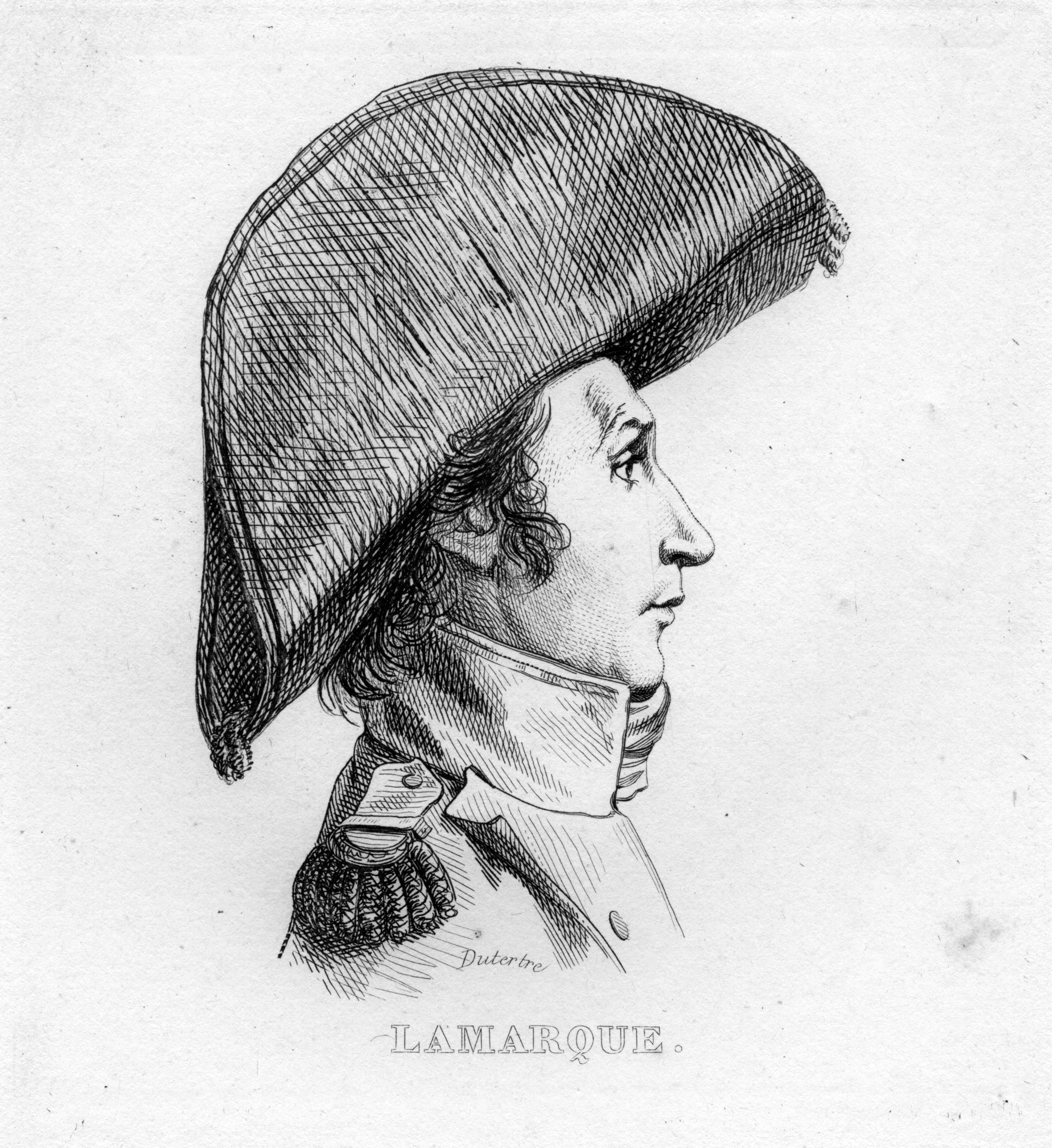
让·马克西米利安·拉马克

让·马克西米利安·拉马克 （Jean Maximilien Lamarque，1770年7月22日—1832年6月1日）是法国大革命战争和拿破崙戰爭时期的法国将军，后来出任法國國會议员。他曾从英国人手中夺取卡普里岛。1815年，他在旺代省击败支持法国波旁复辟势力的軍隊，之後让·马克西米利安·拉马克得到了拿破仑的表揚。
波旁王朝复辟之后，拉马克極力反對旧制度。 法國七月革命爆發後，他率軍鎮壓正统派。
路易-菲利普一世繼位後，拉马克又反對路易-菲利普一世，他认为法國實行的君主立宪制未能保障人权以及給予人民政治自由。他还主张法国應該支持波兰和意大利的革命。拉马克的主張得到很多人的支持。拉马克的逝世成為1832年巴黎共和党人起义的導火索。维克多·雨果的小说悲惨世界中也有提到拉马克的逝世。